# Francois Pienaar
Jacobus Francois Pienaar (* 2. ledna 1967 Vereeniging) je bývalý jihoafrický ragbista, který hrál na pozici rváčka. V roce 2011 byl jmenován do Světové ragbyové síně slávy.
Pochází z dělnické rodiny hugenotského původu. Je absolventem práv na Rand Afrikaans University. Od roku 1989 hrál za Golden Lions, výběr provincie Transvaal, s nímž vyhrál v letech 1993 a 1994 Currie Cup. V roce 1994 byl časopisem World Rugby zvolen nejlepším hráčem světa.
V letech 1993 až 1996 odehrál 29 mezistátních zápasů za jihoafrickou reprezentaci. Na domácím mistrovství světa v ragby 1995, které bylo první velkou sportovní akci v JAR po zrušení apartheidu, zastával funkci kapitána a dovedl svůj tým k historickému zisku titulu.
V roce 1997 odešel do Anglie, kde hrál za Saracens a Barbarians. Po ukončení hráčské kariéry v roce 2000 působil jako trenér, funkcionář a komentátor ragbyových přenosů pro ITV plc. V anketě Největší Jihoafričané podle SABC3 se umístil na padesátém místě.
Záběry, na nichž běloch Pienaar přebírá od černého prezidenta Nelsona Mandely oblečeného v reprezentačním dresu pohár pro mistra světa, se staly symbolem nové éry Jihoafrické republiky. O mistrech světa z roku 1995 napsal John Carlin knihu Playing the Enemy: Nelson Mandela and the Game that Made a Nation, kterou v roce 2009 zfilmoval Clint Eastwood pod názvem Invictus: Neporažený. Roli Francoise Pienaara ve filmu ztvárnil Matt Damon.

## Kariéra

### Klubová kariéra
- 1989 - 1996 Golden Lions
- 1996 - 2000 Saracens